# Nível de voo
Na aviação e meteorologia aeronáutica, um nível de voo (em inglês:  Flight Level - FL) é definido como uma altitude vertical baseado em condições ISA, expressa nominalmente em centenas de pés. A pressão é calculada assumindo-se a pressão padrão a nível do mar, de 1013.25 hPa (29.92 inHg), não sendo necessariamente a altitude real em relação ao nível médio do mar ou sobre o solo.

## História
Os níveis de voo são usados para assegurar uma separação vertical segura entre aeronaves, independente das variações locais na pressão atmosférica. Historicamente, a altitude tem sido medida através de um altímetro, que é essencialmente um barômetro calibrado. Um altímetro mede a pressão atmosférica ambiente, que diminui com o aumento da altitude, seguindo a equação barométrica. Ele então calcula e apresenta a altitude correspondente.
Para mostrar a altitude acima do nível do mar, o piloto deve calibrar o altímetro de acordo com a pressão atmosférica local em relação ao nível do mar, para levar em conta a variação natural de pressão sobre o tempo e em diferentes regiões. Se isto não é feito, duas aeronaves podem estar voando na mesma altitude mesmo que seus altímetros apresentem altitudes consideravelmente diferentes.
Os níveis de voo resolvem este problema ao definir altitudes baseado em uma pressão atmosférica padrão em relação ao nível do mar. Todas as aeronaves operando em níveis de voo calibram à esta pressão independente da pressão atmosférica real.

## Definição
O nível de voo é o nível de pressão atmosférica constante relativo ao nível de pressão atmosférica de 1.013,2 hPa (29,92 pol Hg). É indicado pelas letras FL (Flight Level) seguidas de 3 dígitos referentes às centenas de pés.
Os dígitos são utilizados em múltiplos de 500 ft, sempre terminando em 0 ou 5. Logo, uma altitude pressão de, por exemplo, 32.000 ft será mostrado como "FL320".
Em comunicação via rádio, o FL290 seria pronunciado como "nível de voo dois nove zero" (em inglês:  flight level two nine(r) zero). "Nível de voo" deixa claro que isto se refere a uma altitude baseada em uma pressão padrão.

## Altitude e nível de transição
Enquanto o uso de uma pressão padrão facilita a separação entre aeronaves, ela não fornece a altura real da aeronave sobre o solo. Em baixas altitudes, o altímetro é comumente selecionado para mostrar a altitude em relação ao nível do mar, que pode ser diretamente comparada com a elevação conhecida do terreno. A seleção de pressão varia de acordo com as condições meteorológicas. É chamada de "QNH" ("pressão barométrica ajustada ao nível do mar") ou em inglês:  altimeter setting e o valor local atual está disponível de várias formas, seja pelo órgão de controle de tráfego aéreo ou através do METAR.
A altitude de transição (TA) é a altitude sobre o nível do mar na qual a aeronave passa a usar a pressão padrão ao invés da pressão local, passando a obter o nível de voo em seu altímetro. Quando operando na altitude de transição ou abaixo dela, os altímetros normalmente são selecionados para mostrar a altitude sobre o nível do mar. Ao voar acima da TA, o altímetro então é ajustado para 1013.25 hPa (millibares) ou 29.92 inHg e a altitude da aeronave será expressa como nível de voo.
No Brasil, a altitude de transição é variada para cada localidade, estando disponível nas publicações aeronáuticas de cada aeródromo. Nos Estados Unidos e Canadá, a altitude de transição é padronizada a 18 000 ft (5 490 m). Na Europa, a altitude de transição varia e pode ser tão baixa quanto 3 000 ft (914 m). Existem discussões sobre a padronização da altitude de transição dentro da área da Eurocontrol.
Em 25 de Novembro de 2004, a Autoridade de Aviação Civil da Nova Zelândia aumentou a altitude de transição de 11.000 para 13.000 pés e alterou o nível de transição de FL130 para FL150.
O nível de transição é o menor nível de voo acima da altitude de transição. A tabela abaixo mostra o nível de transição de acordo com a altitude e o QNH. Quando descendo abaixo do nível de transição, o piloto seleciona a pressão local e começa a visualizar a altitude em relação ao nível do mar no altímetro.
| QNH (em millibares) | Altitude de transição (em pés) | Altitude de transição (em pés) | Altitude de transição (em pés) | Altitude de transição (em pés) | Altitude de transição (em pés) |
| QNH (em millibares) | 3.000                          | 4.000                          | 5.000                          | 6.000                          | 18.000                         |
| ------------------- | ------------------------------ | ------------------------------ | ------------------------------ | ------------------------------ | ------------------------------ |
| 1032–1050           | FL25                           | FL35                           | FL45                           | FL55                           | FL175                          |
| 1014–1031           | FL30                           | FL40                           | FL50                           | FL60                           | FL180                          |
| 996–1013            | FL35                           | FL45                           | FL55                           | FL65                           | FL185                          |
| 978–995             | FL40                           | FL50                           | FL60                           | FL70                           | FL190                          |
| 960–977             | FL45                           | FL55                           | FL65                           | FL75                           | FL195                          |
| 943–959             | FL50                           | FL60                           | FL70                           | FL80                           | FL200                          |

A camada de transição é o espaço entre a altitude de transição e o nível de transição.
De acordo com estas definições, a camada de transição possui entre 0 e 500 ft. As aeronaves normalmente não são encorajadas a voar no nível de transição, pois isto provê uma separação inadequada de tráfegos voando baseados em QNH na altitude de transição. Ao invés disso, o menor nível de voo utilizável é o nível de transição acrescido de 500 ft.
Entretanto, em alguns países, como a Noruega, o nível de transição é determinado por adicionar um mínimo de 1.000 ft (dependendo do QNH) à altitude de transição. Logo, uma aeronave pode estar voando em um nível ou altitude e ainda estaria separada de outra por no mínimo 1.000 ft. Nestas áreas, a camada de transição teria entre 1.000 e 1.500 ft de espessura, dependendo do QNH.
Em resumo, a equação entre a "altitude de transição" (TA), a "camada de transição" (TLYR) e o "nível de transição" (TL) é:
TL = TA + TLYR

## Regra semicircular/hemisférica
| Rota magnética | Rota magnética | Rota magnética | Rota magnética | Rota magnética | Rota magnética | Rota magnética | Rota magnética |
| 0° a 179°      | 0° a 179°      | 0° a 179°      | 0° a 179°      | 180° a 359°    | 180° a 359°    | 180° a 359°    | 180° a 359°    |
| VFR            | VFR            | IFR            | IFR            | VFR            | VFR            | IFR            | IFR            |
| FL             | feet           | FL             | feet           | FL             | feet           | FL             | feet           |
| -------------- | -------------- | -------------- | -------------- | -------------- | -------------- | -------------- | -------------- |
| —              | —              | 010            | 1,000          | —              | —              | 020            | 2,000          |
| —              | —              | 030            | 3,000          | —              | —              | 040            | 4,000          |
| 35             | 3,500          | 050            | 5,000          | 45             | 4,500          | 060            | 6,000          |
| 55             | 5,500          | 070            | 7,000          | 65             | 6,500          | 080            | 8,000          |
| 75             | 7,500          | 090            | 9,000          | 85             | 8,500          | 100            | 10,000         |
| 95             | 9,500          | 110            | 11,000         | 105            | 10,500         | 120            | 12,000         |
| 115            | 11,500         | 130            | 13,000         | 125            | 12,500         | 140            | 14,000         |
| 135            | 13,500         | 150            | 15,000         | 145            | 14,500         | 160            | 16,000         |
| 155            | 15,500         | 170            | 17,000         | 165            | 16,500         | 180            | 18,000         |
| 175            | 17,500         | 190            | 19,000         | 185            | 18,500         | 200            | 20,000         |
| 195            | 19,500         | 210            | 21,000         | —              | —              | 220            | 22,000         |
| —              | —              | 230            | 23,000         | —              | —              | 240            | 24,000         |
| —              | —              | 250            | 25,000         | —              | —              | 260            | 26,000         |
| —              | —              | 270            | 27,000         | —              | —              | 280            | 28,000         |
| —              | —              | 290            | 29,000         | —              | —              | 310            | 31,000         |
| —              | —              | 330            | 33,000         | —              | —              | 350            | 35,000         |
| —              | —              | 370            | 37,000         | —              | —              | 390            | 39,000         |
| —              | —              | 410            | 41,000         | —              | —              | 430            | 43,000         |
| —              | —              | 450            | 45,000         | —              | —              | 470            | 47,000         |
| —              | —              | 490            | 49,000         | —              | —              | 510            | 51,000         |

A regra semicircular (também conhecida por regra hemisférica) é aplicada em todo o mundo. Ela define os níveis de voo através da direção que a aeronave está realizando o voo, basicamente em Leste/Oeste:
- Indo para o leste – curso magnético entre 000 e 179° – nível ímpar (FL 250, 270, etc.)
- Indo para o oeste – curso magnético entre 180 e 359° – nível par (FL 260, 280, etc.)

No FL 290 e acima, se a separação vertical reduzida (RVSM) não está em uso, são utilizados intervalos de 4.000 ft para separar aeronaves voando na mesma direção (ao invés de intervalos de 2.000 ft abaixo do FL 290), e apenas níveis de voo ímpares são utilizados, independente da direção do voo:
- Indo para o leste – curso magnético entre 000 e 179° – nível ímpar (FL 290, 330, 370, etc.)
- Indo para o oeste – curso magnético entre 180 e 359° – nível ímpar (FL 310, 350, 390, etc.)

Os países onde as principais aerovias são orientadas como norte/sul (ex., Nova Zelândia, Itália, Portugal, França), aplicam a regra semicircular com base no norte/sul ao invés de leste/oeste.
Na Itália, França e Portugal, por exemplo, o tráfego indo para o sul utiliza níveis de voo ímpares. Na Nova Zelândia, utiliza níveis pares.
Na Europa, é comumente utilizado os níveis conforme a talbela ao lado.

## Separação Vertical Mínima Reduzida (RVSM)
O RVSM (Reduced Vertical Separation Minimum) reduz a separação vertical do FL290 ao FL410 para 1,000 ft. Isto permite que as aeronaves voem de forma segura em rotas otimizadas, com redução no consumo de combustível e aumento da capacidade do espaço aéreo ao adicionar novos níveis de voo. Apenas aeronaves que foram certificadas para o padrão de voo em espaço aéreo RVSM, com várias exceções, são permitidas em espaço aéreo RVSM. Foi introduzido no Reino Unido em 2001 e no dia 20 de Janeiro de 2002 no espaço aéreo europeu. Nas américas e Caribe, foi introduzido em Janeiro de 2005 e na África em 25 de Setembro de 2008.
- Curso de 000 a 179° – ímpar (FL 290, 310, 330, etc.)
- Curso de 180 a 359° – par (FL 300, 320, 340, etc.)

No FL 410 e acima, voltam os intervalos de 4,000 ft para separar aeronaves na mesma direção e apenas níveis ímpares são utilizados, independente da direção de voo:
- Curso de 000 a 179° – ímpar (FL 410, 450, 490, etc.)
- Curso de 180 a 359° – ímpar (FL 430, 470, 510, etc.)

## Níveis de voo métricos
A China, Mongólia, Rússia e muitos países da CEI utilizaram níveis de voo em metros por anos. As aeronaves entrando nestas áreas normalmente fazem uma pequena subida ou descida para se ajustar a isto, apesar da Rússia e alguns países da CEI iniciarem o uso de pés acima da altitude de transição e introduziram o RVSM em 17 de Novembro de 2011.

### Mongólia, Coreia do Norte, Quirguistão, Cazaquistão, Tajiquistão, Uzbequistão e Turcomenistão
Os níveis de voo abaixo se aplicam na Mongólia, Coreia do Norte, Quirguistão, Cazaquistão, Tajiquistão e Uzbequistão e 6.000 m  ou abaixo no Turcomenistão (onde é usada a altitude em pés a partir do FL210). Os níveis de voo nas comunicações são falados: "nível de voo 7.500 metros":
| Curso de 180 a 359° - 600 m (2,000 ft) - 1,200 m (3,900 ft) - 1,800 m (5,900 ft) - 2,400 m (7,900 ft) - 3,000 m (9,800 ft) - 3,600 m (11,800 ft) - 4,200 m (13,800 ft) - 4,800 m (15,700 ft) - 5,400 m (17,700 ft) - 6,000 m (19,700 ft) - 6,600 m (21,700 ft) - 7,200 m (23,600 ft) - 7,800 m (25,600 ft) - 8,600 m (28,200 ft) - 9,600 m (31,500 ft) - 10,600 m (34,800 ft) - 11,600 m (38,100 ft) - 13,100 m (43,000 ft) - 15,100 m (49,500 ft) continuando a cada 2.000 m. | Curso de 000 a 179° - 900 m (3,000 ft) - 1,500 m (4,900 ft) - 2,100 m (6,900 ft) - 2,700 m (8,900 ft) - 3,300 m (10,800 ft) - 3,900 m (12,800 ft) - 4,500 m (14,800 ft) - 5,100 m (16,700 ft) - 5,700 m (18,700 ft) - 6,300 m (20,700 ft) - 6,900 m (22,600 ft) - 7,500 m (24,600 ft) - 8,100 m (26,600 ft) - 9,100 m (29,900 ft) - 10,100 m (33,100 ft) - 11,100 m (36,400 ft) - 12,100 m (39,700 ft) - 14,100 m (46,300 ft) continuando a cada 2.000 m. |

### República Popular da China
Os níveis de voo abaixo se aplicam na República Popular da China, excluindo Hong Kong. Para distinguir os níveis de voo em pés, os níveis de voo são ditos sem "nível de voo", ex. "uno dois mil e seiscentos metros" ou em chinês: "幺两六" ou "幺万两千六百米" para 12.600m.
A introdução do RVSM na China ocorreu às 1600 UTC do dia 21 de Novembro de 2007. Aeronaves voando em pés de acordo com a tabela abaixo terá diferenças entre a leitura em metros em relação a outras aeronaves e ao nível autorizado pelo ATC, mas as diferenças nunca serão maiores que 30 metros.
| Curso de 180 a 359° - 600 m (2,000 ft) - 1,200 m (3,900 ft) - 1,800 m (5,900 ft) - 2,400 m (7,900 ft) - 3,000 m (9,800 ft) - 3,600 m (11,800 ft) - 4,200 m (13,800 ft) - 4,800 m (15,700 ft) - 5,400 m (17,700 ft) - 6,000 m (19,700 ft) - 6,600 m (21,700 ft) - 7,200 m (23,600 ft) - 7,800 m (25,600 ft) - 8,400 m (27,600 ft) - 9,200 m (30,100 ft) - 9,800 m (32,100 ft) - 10,400 m (34,100 ft) - 11,000 m (36,100 ft) - 11,600 m (38,100 ft) - 12,200 m (40,100 ft) - 13,100 m (43,000 ft) - 14,300 m (46,900 ft) continuando a cada 1.200 m. | Curso de 000 a 179° - 900 m (3,000 ft) - 1,500 m (4,900 ft) - 2,100 m (6,900 ft) - 2,700 m (8,900 ft) - 3,300 m (10,800 ft) - 3,900 m (12,800 ft) - 4,500 m (14,800 ft) - 5,100 m (16,700 ft) - 5,700 m (18,700 ft) - 6,300 m (20,700 ft) - 6,900 m (22,600 ft) - 7,500 m (24,600 ft) - 8,100 m (26,600 ft) - 8,900 m (29,100 ft) - 9,500 m (31,100 ft) - 10,100 m (33,100 ft) - 10,700 m (35,100 ft) - 11,300 m (37,100 ft) - 11,900 m (39,100 ft) - 12,500 m (41,100 ft) - 13,700 m (44,900 ft) - 14,900 m (48,900 ft) continuando a cada 1.200 m. |

## Níveis de voo na Rússia
No dia 5 de Setembro de 2011 o governo da Rússia emitiu o decreto №743, sobre as mudanças nas regras para o uso do espaço aéreo no país. As novas regras tornaram-se aplicáveis a partir de 17 de Novembro de 2011, introduzindo um sistema de nível de voo similar ao usado no ocidente. O RVSM também está sendo utilizado desde esta data.
A seguinte tabela é aplicável para voos IFR:
| FL  | (metros) | (pés) |
| --- | -------- | ----- |
| 20  | 600      | 2000  |
| 40  | 1200     | 4000  |
| 60  | 1850     | 6000  |
| 80  | 2450     | 8000  |
| 100 | 3050     | 10000 |
| 120 | 3650     | 12000 |
| 140 | 4250     | 14000 |
| 160 | 4900     | 16000 |
| 180 | 5500     | 18000 |
| 200 | 6100     | 20000 |
| 220 | 6700     | 22000 |
| 240 | 7300     | 24000 |
| 260 | 7900     | 26000 |
| 280 | 8550     | 28000 |
| 300 | 9150     | 30000 |
| 320 | 9750     | 32000 |
| 340 | 10350    | 34000 |
| 360 | 10950    | 36000 |
| 380 | 11600    | 38000 |
| 400 | 12200    | 40000 |
| 430 | 13100    | 43000 |
| 470 | 14350    | 47000 |
| 510 | 15550    | 51000 |

| FL  | (metros) | (pés) |
| --- | -------- | ----- |
| 10  | 300      | 1000  |
| 30  | 900      | 3000  |
| 50  | 1500     | 5000  |
| 70  | 2150     | 7000  |
| 90  | 2750     | 9000  |
| 110 | 3350     | 11000 |
| 130 | 3950     | 13000 |
| 150 | 4550     | 15000 |
| 170 | 5200     | 17000 |
| 190 | 5800     | 19000 |
| 210 | 6400     | 21000 |
| 230 | 7000     | 23000 |
| 250 | 7600     | 25000 |
| 270 | 8250     | 27000 |
| 290 | 8850     | 29000 |
| 310 | 9450     | 31000 |
| 330 | 10050    | 33000 |
| 350 | 10650    | 35000 |
| 370 | 11300    | 37000 |
| 390 | 11900    | 39000 |
| 410 | 12500    | 41000 |
| 450 | 13700    | 45000 |
| 490 | 14950    | 49000 |

O novo sistema elimina a necessidade de efetuar subidas ou descidas ao entrar e sair de espaço aéreo russo ou de jurisdições seguindo o padrão ocidental.
Desde Fevereiro de 2017, a Rússia está mudando para a utilização de QNH e pés abaixo do nível de transição. O primeiro aeroporto a utilizar desta forma é ULLI / São Petesburgo.